# Denemarken op de Olympische Zomerspelen 1956
Denemarken nam deel aan de Olympische Zomerspelen 1956 in Melbourne, Australië en Stockholm (hoofdbetekenis), Zweden (onderdelen paardensport).

## Medailleoverzicht
| Sport        | Olympiër                                        | Discipline           | Medaille |
| ------------ | ----------------------------------------------- | -------------------- | -------- |
| Zeilen       | Paul Elvstrøm                                   | finn                 | Goud     |
| Paardensport | Lis Hartel                                      | dressuur individueel | Zilver   |
| Zeilen       | Ole Berntsen Christian von Bülow Cyril Andresen | dragon               | Zilver   |
| Kanovaren    | Tove Søby                                       | K-1 500m (v)         | Brons    |

## Deelnemers en resultaten

### Atletiek
| Olympiër        | Discipline | Resultaat | Prestatie                                            |
| --------------- | ---------- | --------- | ---------------------------------------------------- |
| Gunnar Nielsen  | 800m (m)   | DNF       | serie 4: 1ste in 1.51,2 halve finale 1: niet gestart |
| Gunnar Nielsen  | 1500m (m)  | 10e       | serie 3: 4de in 3.48,8 finale: 10de in 3.45,0        |
| Thyge Thøgersen | 5000m (m)  | 8e        | serie 1: 5de in 14.29,34 finale: 8ste in 14.21,0     |
| Thyge Thøgersen | 10000m (m) | 15e       |                                                      |

### Boksen
| Olympiër           | Discipline  | Resultaat | Prestatie                                                                       |
| ------------------ | ----------- | --------- | ------------------------------------------------------------------------------- |
| Henrik Ottesen     | -54kg (m)   | 9e        | 1ste ronde: vrij 2de ronde: V van GER Behrendt: knock-out                       |
| Hans Pedersen      | -63,5kg (m) | 9e        | 1ste ronde: W van VEN Rodriguez: punten 2de ronde: V van ROU Dumitrescu: punten |
| Christian Andersen | -75kg (m)   | 9e        | 1ste ronde: V van ITA Rinaldi: punten                                           |

### Kanovaren
| Olympiër                       | Discipline     | Resultaat | Prestatie                                        |
| ------------------------------ | -------------- | --------- | ------------------------------------------------ |
| Kaj Sylvan Gerner Christiansen | C-2 1000m (m)  | DSQ       | serie 1: 4de in 5.07,5 finale: gediskwalificeerd |
| Aksel Duun Finn Haunstoft      | C-2 10000m (m) | 6e        | 55.54,3                                          |
| Villy Christiansen             | K-1 1000m (m)  | 7e        | serie 3: 2de in 4.25,2 finale: 7de in 4.25,2     |
| Svend Frømming                 | K-1 10000m (m) | 7e        | 50.10,0                                          |
|                                |                |           |                                                  |
| Tove Søby                      | K-1 500m (v)   | Brons     | serie 2: 1ste in 2.23,7 finale: 3de in 2.22,3    |

### Roeien
| Olympiër                                                                | Discipline      | Resultaat | Prestatie                                                    |
| ----------------------------------------------------------------------- | --------------- | --------- | ------------------------------------------------------------ |
| Finn Pedersen Kjeld Østrøm                                              | twee-zonder (m) | 7e        | serie 2: 2de in 7.36,6 halve finale 1: 4de in 8.55,1         |
| Tage Grandahl Barge Hansen Mogens SÖrensen Elo Tostenas                 | vier-zonder (m) | DNF       | serie 1: 4de in 7.08,1 1ste ronde herkansingen: niet gestart |
| Tage Grandahl Barge Hansen Mogens SÖrensen Elo Tostenas John Vilhelmsen | vier-met (m)    | 5e        | serie 2: 2de in 7.05,3 halve finale 1: 3de in 8.08,4         |

### Schermen
| Olympiër       | Discipline | Resultaat | Prestatie                                                                                             |
| -------------- | ---------- | --------- | --- |
| Karen Lachmann | floret (v) | 6e        | 1ste ronde groep 3: 4de met 4 overwinningen halve finale groep 1: 2de met 4 overwinningen finale: 6de |

### Schietsport
| Olympiër            | Discipline                 | Resultaat | Prestatie                          |
| ------------------- | -------------------------- | --------- | ---------------------------------- |
| Ole Hviid Jensen    | 50m geweer 3 houdingen (m) | 16e       | 1149 punten: (396-392-361)         |
| Uffe Schultz Larsen | 50m geweer 3 houdingen (m) | 13e       | 1152 punten: (393-388-371)         |
| Ole Hviid Jensen    | 50m geweer liggend (m)     | 37e       | 590 punten: (99-95-99-98-99-100)   |
| Uffe Schultz Larsen | 50m geweer liggend (m)     | 18e       | 595 punten: (97-100-100-99-100-99) |

### Schoonspringen
| Olympiër      | Discipline    | Resultaat | Prestatie                        |
| ------------- | ------------- | --------- | -------------------------------- |
| Hanna Laursen | 10m toren (v) | 17e       | voorronde: 17de met 35,39 punten |

### Wielersport
| Olympiër           | Discipline       | Resultaat | Prestatie      |
| Baan               | Baan             | Baan      | Baan           |
| ------------------ | ---------------- | --------- | -------------- |
| Allan Juel Larsen  | tijdrit (m)      | 13e       | 1.14,3         |
| Weg                |                  |           |                |
| Palle Lykke Jensen | wegwedstrijd (m) | DNF       | niet gefinisht |

### Zeilen
| Olympiër                                        | Discipline | Resultaat | Prestatie                     |
| ----------------------------------------------- | ---------- | --------- | ----------------------------- |
| Paul Elvstrøm                                   | finn       | Goud      | 7509 punten: (1-8-15-1-1-1-1) |
| Ole Berntsen Cyril Andresen Christian von Bülow | dragon     | Zilver    | 5723 punten: (1-4-4-2-2-6)    |

### Zwemmen
| Olympiër     | Discipline          | Resultaat | Prestatie                                    |
| ------------ | ------------------- | --------- | -------------------------------------------- |
| Knud Gleie   | 200m schoolslag (m) | 6e        | serie 1: 2de in 2.36,4 finale: 6de in 2.40,0 |
|              |                     |           |                                              |
| Jytte Hansen | 200m schoolslag (v) | 9e        | serie 2: 5de in 2.59,8                       |

Afghanistan · Argentinië · Australië · Bahama's · België · Bermuda · Birma · Brazilië · Brits-Guiana · Bulgarije · Cambodja* · Canada · Ceylon · Chili · Colombia · Cuba · Denemarken · Duits eenheidsteam · Egypte* · Ethiopië · Fiji · Filipijnen · Finland · Frankrijk · Griekenland · Groot-Brittannië · Hongarije · Hongkong · Ierland · IJsland · India · Indonesië · Iran · Israël · Italië · Jamaica · Japan · Joegoslavië · Kenia · Liberia · Luxemburg · Malakka · Mexico · Nederland* · Nieuw-Zeeland · Nigeria · Noord-Borneo · Noorwegen · Oeganda · Oostenrijk · Pakistan · Peru · Polen · Portugal · Puerto Rico · Roemenië · Singapore · Sovjet-Unie · Spanje* · Taiwan · Thailand · Trinidad en Tobago · Tsjecho-Slowakije · Turkije · Uruguay · Venezuela · Verenigde Staten · Vietnam · Zuid-Afrika · Zuid-Korea · Zweden · Zwitserland*

*alleen deelgenomen in Stockholm